# Plesiosauroidea
I Plesiosauroidi (Plesiosauroidea, dal greco plēsios/πλησιος "vicino" o "vicino a" e sauros/σαυρος "lucertola") sono un clade estinto di rettili carnivori marini. Questi carnivori avevano il rapporto tra il collo (simile a un serpente) e il corpo più grande di qualsiasi altro rettile. I plesiosauroidi sono noti dai periodi Giurassico e Cretacico. Dopo la loro scoperta, si diceva che alcuni plesiosauroidi assomigliavano a "un serpente infilato nel guscio di una tartaruga", sebbene non avessero guscio. 
I Plesiosauroidi apparvero nel Giurassico inferiore (alto Sinemuriano) e prosperarono fino all'evento K-T, alla fine del periodo Cretacico. Il plesiosauroide più antico confermato è lo stesso plesiosauro, poiché tutti i taxa più giovani si sono recentemente scoperti essere pliosauroidi. I Plesiosauroidi erano rettili mesozoici diapsidi che vivevano contemporaneamente ai dinosauri, ma non appartenevano a questi ultimi. Frequentemente si ritrovano gastroliti associati ai plesiosauri.

## Storia della scoperta
I primi scheletri plesiosauroidi completi furono trovati in Inghilterra da Mary Anning all'inizio del XIX secolo e furono tra i primi vertebrati fossili ad essere descritti dalla scienza. I resti di un plesiosauroide furono trovati dal geologo scozzese Hugh Miller nel 1844 tra le rocce del Great Estuarine Group della Scozia occidentale. Molti altri ne sono stati trovati, alcuni dei quali praticamente completi e nuove scoperte vengono fatte frequentemente. Uno dei migliori esemplari è stato trovato nel 2002 sulla costa del Somerset in Inghilterra, da una persona che pescava dalla riva. Questo esemplare, chiamato il campione Collard, dal nome del suo scopritore, fu esposto nel Museo Taunton nel 2007. Un altro scheletro, meno completo, è stato trovato nel 2002, nelle scogliere di Filey, nello Yorkshire, da un paleontologo dilettante. Lo scheletro conservato è esposto al Rotunda Museum di Scarborough.

## Descrizione
I plesiosauroidi avevano un corpo largo, una coda corta e due ancestrali paia di arti, che si evolsero in grandi pinne. 
Dallo studio della dentatura di diversi rettili marini, inclusi i plesiosauroidi, si è determinato che avessero un metabolismo a sangue caldo simile a quello dei mammiferi. Avrebbero potuto generare calore endotermico per sopravvivere in habitat più freddi.

## Evoluzione
I plesiosauroidi si sono evoluti da forme simili precedenti, come i pistosauri. Esistono numerose famiglie di plesiosauroidi, che mantengono lo stesso aspetto generale e si distinguono per vari dettagli specifici. Queste includono i plesiosauridi, tipi non specializzati del Giurassico inferiore; Cryptoclididae (ad es. Cryptoclidus), con collo medio-lungo e corporatura un po' tozza; Elasmosauridae, con collo molto lungo, flessibile e testa minuscola; Cimoliasauridae, un gruppo poco conosciuto di piccole dimensioni del periodo Cretacico. Secondo le classificazioni tradizionali, tutti i plesiosauroidi avevano una testa piccola e un collo lungo ma, nelle recenti classificazioni, viene inclusa tra i Plesiosauroidi e non tra i Pliosauroidei anche la famiglia dei Polycotylidae, un gruppo del Cretacico dal collo corto e dalla testa grande. Le dimensioni dei plesiosauri variavano in modo significativo, da una lunghezza stimata del Trinacromerum di tre metri al Mauisaurus che cresceva fino a venti metri. 

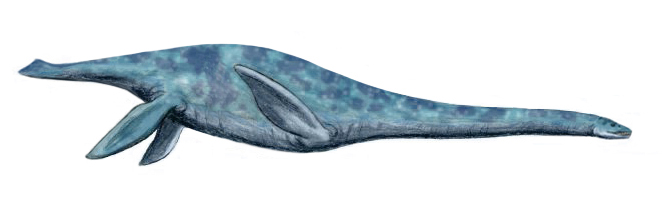
Muraenosaurus, un criptoclidide

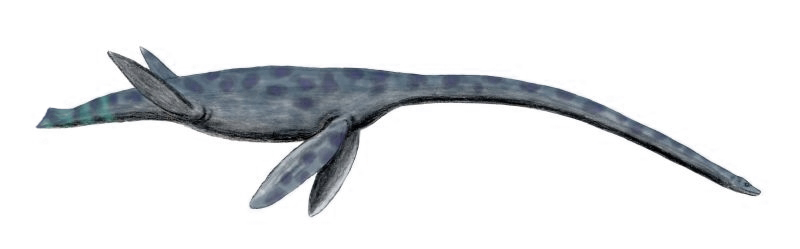
Styxosaurus, un elasmosauride

### Filogenesi
Il seguente cladogramma segue un'analisi di Benson & Druckenmiller (2014).
|              | Elasmosauridae                                                   |
|              |                                                                  |
| Leptocleidia | \| \| Leptocleididae \| \| \| \| \| \| Polycotylidae \| \| \| \| |
|              | \| \| Leptocleididae \| \| \| \| \| \| Polycotylidae \| \| \| \| |
|              | Leptocleididae                                                   |
|              |                                                                  |
|              | Polycotylidae                                                    |
|              |                                                                  |

|  | Leptocleididae |
|  |                |
|  | Polycotylidae  |
|  |                |

|              | Elasmosauridae                                                   |
|              |                                                                  |
| Leptocleidia | \| \| Leptocleididae \| \| \| \| \| \| Polycotylidae \| \| \| \| |
|              | \| \| Leptocleididae \| \| \| \| \| \| Polycotylidae \| \| \| \| |
|              | Leptocleididae                                                   |
|              |                                                                  |
|              | Polycotylidae                                                    |
|              |                                                                  |

|  | Leptocleididae |
|  |                |
|  | Polycotylidae  |
|  |                |

|              | Elasmosauridae                                                   |
|              |                                                                  |
| Leptocleidia | \| \| Leptocleididae \| \| \| \| \| \| Polycotylidae \| \| \| \| |
|              | \| \| Leptocleididae \| \| \| \| \| \| Polycotylidae \| \| \| \| |
|              | Leptocleididae                                                   |
|              |                                                                  |
|              | Polycotylidae                                                    |
|              |                                                                  |

|  | Leptocleididae |
|  |                |
|  | Polycotylidae  |
|  |                |

|              | Elasmosauridae                                                   |
|              |                                                                  |
| Leptocleidia | \| \| Leptocleididae \| \| \| \| \| \| Polycotylidae \| \| \| \| |
|              | \| \| Leptocleididae \| \| \| \| \| \| Polycotylidae \| \| \| \| |
|              | Leptocleididae                                                   |
|              |                                                                  |
|              | Polycotylidae                                                    |
|              |                                                                  |

|  | Leptocleididae |
|  |                |
|  | Polycotylidae  |
|  |                |

|              | Elasmosauridae                                                   |
|              |                                                                  |
| Leptocleidia | \| \| Leptocleididae \| \| \| \| \| \| Polycotylidae \| \| \| \| |
|              | \| \| Leptocleididae \| \| \| \| \| \| Polycotylidae \| \| \| \| |
|              | Leptocleididae                                                   |
|              |                                                                  |
|              | Polycotylidae                                                    |
|              |                                                                  |

|  | Leptocleididae |
|  |                |
|  | Polycotylidae  |
|  |                |

|              | Elasmosauridae                                                   |
|              |                                                                  |
| Leptocleidia | \| \| Leptocleididae \| \| \| \| \| \| Polycotylidae \| \| \| \| |
|              | \| \| Leptocleididae \| \| \| \| \| \| Polycotylidae \| \| \| \| |
|              | Leptocleididae                                                   |
|              |                                                                  |
|              | Polycotylidae                                                    |
|              |                                                                  |

|  | Leptocleididae |
|  |                |
|  | Polycotylidae  |
|  |                |

|              | Elasmosauridae                                                   |
|              |                                                                  |
| Leptocleidia | \| \| Leptocleididae \| \| \| \| \| \| Polycotylidae \| \| \| \| |
|              | \| \| Leptocleididae \| \| \| \| \| \| Polycotylidae \| \| \| \| |
|              | Leptocleididae                                                   |
|              |                                                                  |
|              | Polycotylidae                                                    |
|              |                                                                  |

|  | Leptocleididae |
|  |                |
|  | Polycotylidae  |
|  |                |

|              | Elasmosauridae                                                   |
|              |                                                                  |
| Leptocleidia | \| \| Leptocleididae \| \| \| \| \| \| Polycotylidae \| \| \| \| |
|              | \| \| Leptocleididae \| \| \| \| \| \| Polycotylidae \| \| \| \| |
|              | Leptocleididae                                                   |
|              |                                                                  |
|              | Polycotylidae                                                    |
|              |                                                                  |

|  | Leptocleididae |
|  |                |
|  | Polycotylidae  |
|  |                |

|              | Elasmosauridae                                                   |
|              |                                                                  |
| Leptocleidia | \| \| Leptocleididae \| \| \| \| \| \| Polycotylidae \| \| \| \| |
|              | \| \| Leptocleididae \| \| \| \| \| \| Polycotylidae \| \| \| \| |
|              | Leptocleididae                                                   |
|              |                                                                  |
|              | Polycotylidae                                                    |
|              |                                                                  |

|  | Leptocleididae |
|  |                |
|  | Polycotylidae  |
|  |                |

|              | Elasmosauridae                                                   |
|              |                                                                  |
| Leptocleidia | \| \| Leptocleididae \| \| \| \| \| \| Polycotylidae \| \| \| \| |
|              | \| \| Leptocleididae \| \| \| \| \| \| Polycotylidae \| \| \| \| |
|              | Leptocleididae                                                   |
|              |                                                                  |
|              | Polycotylidae                                                    |
|              |                                                                  |

|  | Leptocleididae |
|  |                |
|  | Polycotylidae  |
|  |                |

|              | Elasmosauridae                                                   |
|              |                                                                  |
| Leptocleidia | \| \| Leptocleididae \| \| \| \| \| \| Polycotylidae \| \| \| \| |
|              | \| \| Leptocleididae \| \| \| \| \| \| Polycotylidae \| \| \| \| |
|              | Leptocleididae                                                   |
|              |                                                                  |
|              | Polycotylidae                                                    |
|              |                                                                  |

|  | Leptocleididae |
|  |                |
|  | Polycotylidae  |
|  |                |

|              | Elasmosauridae                                                   |
|              |                                                                  |
| Leptocleidia | \| \| Leptocleididae \| \| \| \| \| \| Polycotylidae \| \| \| \| |
|              | \| \| Leptocleididae \| \| \| \| \| \| Polycotylidae \| \| \| \| |
|              | Leptocleididae                                                   |
|              |                                                                  |
|              | Polycotylidae                                                    |
|              |                                                                  |

|  | Leptocleididae |
|  |                |
|  | Polycotylidae  |
|  |                |

|              | Elasmosauridae                                                   |
|              |                                                                  |
| Leptocleidia | \| \| Leptocleididae \| \| \| \| \| \| Polycotylidae \| \| \| \| |
|              | \| \| Leptocleididae \| \| \| \| \| \| Polycotylidae \| \| \| \| |
|              | Leptocleididae                                                   |
|              |                                                                  |
|              | Polycotylidae                                                    |
|              |                                                                  |

|  | Leptocleididae |
|  |                |
|  | Polycotylidae  |
|  |                |

|              | Elasmosauridae                                                   |
|              |                                                                  |
| Leptocleidia | \| \| Leptocleididae \| \| \| \| \| \| Polycotylidae \| \| \| \| |
|              | \| \| Leptocleididae \| \| \| \| \| \| Polycotylidae \| \| \| \| |
|              | Leptocleididae                                                   |
|              |                                                                  |
|              | Polycotylidae                                                    |
|              |                                                                  |

|  | Leptocleididae |
|  |                |
|  | Polycotylidae  |
|  |                |

|              | Elasmosauridae                                                   |
|              |                                                                  |
| Leptocleidia | \| \| Leptocleididae \| \| \| \| \| \| Polycotylidae \| \| \| \| |
|              | \| \| Leptocleididae \| \| \| \| \| \| Polycotylidae \| \| \| \| |
|              | Leptocleididae                                                   |
|              |                                                                  |
|              | Polycotylidae                                                    |
|              |                                                                  |

|  | Leptocleididae |
|  |                |
|  | Polycotylidae  |
|  |                |

|              | Elasmosauridae                                                   |
|              |                                                                  |
| Leptocleidia | \| \| Leptocleididae \| \| \| \| \| \| Polycotylidae \| \| \| \| |
|              | \| \| Leptocleididae \| \| \| \| \| \| Polycotylidae \| \| \| \| |
|              | Leptocleididae                                                   |
|              |                                                                  |
|              | Polycotylidae                                                    |
|              |                                                                  |

|  | Leptocleididae |
|  |                |
|  | Polycotylidae  |
|  |                |

## Comportamento
A differenza dei loro cugini pliosauroidi, i plesiosauroidi (ad eccezione dei Polycotylidae) erano probabilmente nuotatori lenti. È probabile che nuotassero lentamente sotto la superficie dell'acqua, usando il loro collo lungo e flessibile per spostare la testa in posizione per catturare pesci inconsapevoli o cefalopodi. L'adattamento di nuoto a quattro pinne potrebbe aver dato loro una manovrabilità eccezionale, in modo da ruotare rapidamente i loro corpi come aiuto per catturare le prede. 
Contrariamente a molte ricostruzioni di plesiosauroidi, sarebbe stato impossibile per loro sollevare la testa e il collo sopra la superficie dell'acqua, nella posa "simile a un cigno" che viene spesso mostrata (Everhart, 2005). Anche se fossero stati in grado di piegare il collo verso l'alto fino a quel punto, la gravità avrebbe inclinato il loro corpo in avanti e tenuto la maggior parte del pesante collo nell'acqua. 
Il 12 agosto 2011, alcuni ricercatori statunitensi hanno descritto un fossile di un plesiosauro in stato di gravidanza trovato in un ranch del Kansas nel 1987. Il plesiosauro adulto misura 4 metri di lunghezza e il giovane 1,5 metri.Il plesiosauroide, Polycotylus latippinus, ha confermato che questi rettili marini davano alla luce una prole singola, grande e viva, contrariamente ad altre riproduzioni di rettili marini che in genere coinvolgono un gran numero di piccoli. Prima di questo studio, a volte i plesiosauroidi erano raffigurati mentre strisciavano fuori dall'acqua per deporre le uova alla maniera delle tartarughe marine, ma gli esperti sospettano da tempo che la loro anatomia non sia compatibile con i movimenti a terra.